# 黄文英 (美術監督)
黄文英（ホアン・ウェンイン）は、台湾出身の映画美術監督。

## 人物
国立清華大学卒業、米国のピッツバーグ大学戯劇製作修士、カーネギーメロン大学デザインアート修士。卒業後、ニューヨークにて舞台美術、テレビの美術デザインで活動した後、1996年台湾に帰国しホウ・シャオシェン電影社に入社。
『好男好女』（94）、『憂鬱な楽園』（96）、『フラワーズ・オブ・シャンハイ』（98）、『ミレニアム・マンボ』（01）、『百年恋歌』（05）『ホウ・シャオシェンのレッド・バルーン』（07）など侯孝賢作品の美術監督を担当する他、舞台、CMでも活動。
台北金馬奨映画祭の最優秀美術監督賞など受賞歴も多数。現在、台湾電影文化協会理事長を務める。